# Аботсфорд (Британска Колумбија)
Аботсфорд (енгл. Abbotsford) је град у Канади у покрајини Британска Колумбија. Према резултатима пописа 2011. у граду је живело 133.497 становника.

## Становништво
Према резултатима пописа становништва из 2011. у граду је живело 133.497 становника, што је за 7,4% више у односу на попис из 2006. када је регистровано 124.258 житеља.
| 2006.   | 2011.   | 2016.   |
| ------- | ------- | ------- |
| 124.258 | 133.497 | 141.397 |

## Партнерски градови
- Фукагава